# Medelpad tartomány
Medelpad Svédország egyik történelmi tartománya Észak-Svédországban. Szomszédai: Härjedalen, Hälsingland, Jämtland és Ångermanland tartományok, valamint a Botteni-öböl.

## Megye
A tartomány a megye déli részén helyezkedik el.

## Történelem
1971 előtt feltérképezett városok:
- Sundsvall (1624)

## Földrajz
- Legmagasabb hegycsúcsa: Myckelmyrberget 577 méter
- Legnagyobb tó: Holmsjön

Az öböl mentén található partvidéket Höga Kustennek hívják és az UNESCO világörökségnek nyilvánította. A terület magassága évente körülbelül egy centimétert emelkedik évente az utolsó jégkorszak óta.

## Kultúra
A tartomány Norrlandhoz tartozik és ezért Észak-Svédország része. Földrajzilag azonban a tartomány Svédország középső részén helyezkedik el, ezért is Medelpad a neve.

## Címer
A címert 1560-ban kapta. A tartomány hercegség is, ezért hercegi korona is látható a címeren.

## Külső hivatkozások
- Medelpad és Ångermanland – Turista információk